# Station Klecza Dolna
Station Klecza Dolna is een spoorwegstation in de Poolse plaats Klecza Dolna.